# Omophron barsevskisi
Omophron (Phrator) barsevskisi – gatunek chrząszcza z rodziny biegaczowatych i podrodziny Omophroninae.
Gatunek ten został opisany w 2011 roku przez Uldisa Valainisa i nazwany na cześć Arvīdsa Barševskisa. W obrębie rodzaju Omophron należy do podrodzaju Phrator i grupy gatunków O. vittulatum.
Chrząszcz o ciele długości od 6,7 mm do 7,11 mm i szerokości od 4,29 mm do 4,43 mm, ubarwiony brązowo z metalicznie zielonkawymi znakami na przedpleczu i pokrywach, przyciemnionymi żuwaczkami oraz brusztynowożółtymi odnóżami, czułkami i epipleurami i sternitami odwłoka. Zewnętrzna krawędź żuwaczek z klinowatym rozszerzeniem. Przedplecze z dobrze rozwiniętym wgłębieniem środkowym. Krótkie, prawie okrągłe pokrywy mają po 15 rzędów, które u nasady są niepunktowane, dalej słabo punktowane i płytkie, a ku wierzchołkowi zanikające.
Gatunek afrotropikalny, znany z Kamerunu i Nigerii.